# تشارلز آرثر كوران
تشارلز آرثر كوران (بالإنجليزية: Charles Arthur Curran)‏ هو عالم نفس أمريكي، ولد في 1913، وتوفي في 1978.